# OpenOffice.org Calc

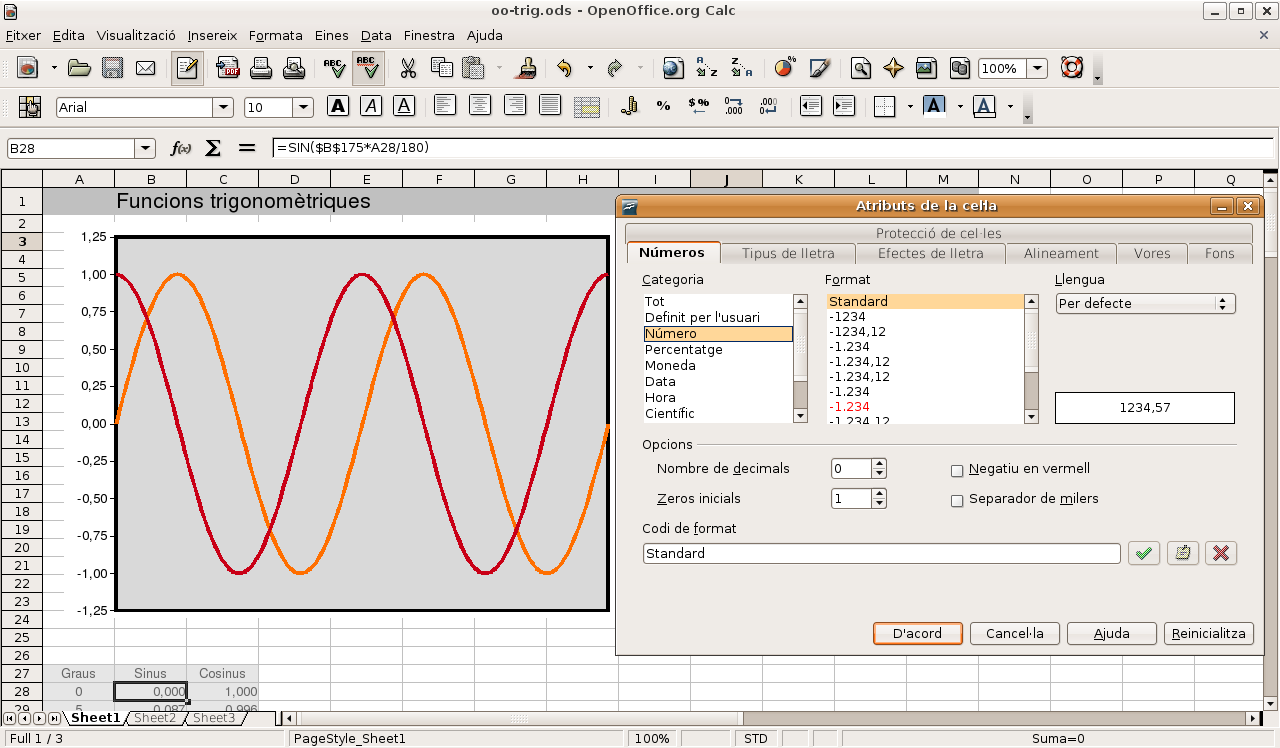
OpenOffice Calc bản tiếng Catalan thể hiện chức năng vẽ đồ thị.

OpenOffice.org Calc, hay OpenOffice Calc là phần mềm bảng tính trong bộ OpenOffice.org. Chương trình có các tính năng tương tự như Microsoft Excel, và đọc/lưu file dưới dạng xls.
Các tính năng của OpenOffice Calc có thể được mở rộng nhờ cách viết macro bằng ngôn ngữ OpenOffice.org Basic, vốn hơi khác VBA của Excel. Tuy nhiên, đã có sự hỗ trợ để người dùng Calc có thể tận dụng được các mã lệnh VBA sẵn có.
Từ phiên bản OpenOffice 3.0, Calc đã có sự mở rộng bảng tính với nhiều cột hơn (1024), có đến 256 bảng tính trong mỗi file. Một bộ giải (solver) được xây dựng mới. Ngoài ra, ta còn có thể chỉnh sửa các cột sai số (error bar) trên đồ thị, cũng như chia cột dữ liệu với các ô trên bảng tính có dạng CSV (giống như chức năng có ở Excel).